# Porgy and Bess (musikalbum)
Porgy and Bess är ett musikalbum av Miles Davis, inspelat 1958 och utgivet samma år. Musiken är tagen från George Gershwins opera Porgy och Bess.

## Låtlista
All musik är skriven av George Gershwin om inget annat anges.
1. The Buzzard Song – 4:07
2. Bess, You Is My Woman Now – 5:10
3. Gone (Gil Evans) – 3:37
4. Gone, Gone, Gone – 2:03
5. Summertime – 3:17
6. Oh Bess, Oh Where's My Bess – 4:18
7. Prayer (Oh Doctor Jesus) – 4:39
8. Fisherman, Strawberry and Devil Crab – 4:06
9. My Man's Gone Now – 6:14
10. It Ain't Necessarily So – 4:23
11. Here Come de Honey Man – 1:18
12. I Loves You, Porgy – 3:39
13. There's a Boat That's Leaving Soon for New York – 3:23

Bonusspår på cd-utgåvan från 1997
1. I Loves You, Porgy [take 1] – 4:17
2. Gone [take 4] (Gil Evans) – 3:40

## Medverkande
- Miles Davis – trumpet, flygelhorn
- Ernie Royal, Bernie Glow, Johnny Coles, Louis Mucci – trumpet
- Dick Hixon, Frank Rehak, Jimmy Cleveland, Joe Bennett – trombon
- Willie Ruff, Julius Watkins, Gunther Schuller – valthorn
- Bill Barber – tuba
- Phil Bodner, Jerome Richardson, Romeo Penque – flöjt, altflöjt, klarinett
- Cannonball Adderley – altsaxofon
- Danny Bank – altflöjt, basflöjt, basklarinett
- Paul Chambers –bas
- Philly Joe Jones – trummor (spår 1, 3–7, 9, 12–15)
- Jimmy Cobb – trummor (spår 2, 8, 10, 11)
- Gil Evans – arrangör, dirigent